# Zubayda bint Ja'far
Zubayda bint Jaʿfar ibn al-Mansur (in arabo زبيدة بنت جعفر ابن المنصور‎?; Mosul, 766 – Baghdad, 10 luglio 831) è stata una principessa abbaside, consorte di Hārūn al-Rashīd, quinto califfo della dinastia.
È particolarmente nota per la serie di pozzi, serbatoi e piscine artificiali che fornivano acqua ai pellegrini musulmani lungo il percorso da Baghdad a La Mecca e Medina, chiamato "Darb Zubayda" in suo onore. Le sue gesta e quelle del marito costituiscono una parte della celebre raccolta di racconti Le mille e una notte.

## Biografia
La data di nascita di Zubayda ci è ignota; tuttavia, è certo che lei fosse almeno un anno più giovane del marito, Hārūn al-Rashīd, che sposò nel 781. Il padre, Jaʿfar, era fratellastro del califfo abbaside al-Mahdi; la madre, Salsal, era la sorella maggiore di Khayzuran, seconda moglie di al-Mahdī e madre dei futuri califfi al-Hadi e Hārūn al-Rashīd.
Il nome di nascita di Zubayda era Sukayna o Amat al-ʿAzīz; (Ancella del Sublime). Il nome Zubayda le fu assegnato dal nonno, il grande califfo al-Manṣūr, che disse:; "Zubayda, tu sei una zubayda", cioè "Zubayda, tu sei una pallina di burro". In seguito, Zubayda ricevette la kunya Umm Jaʿfar (ovvero "madre di Jaʿfar"), che rifletteva il suo lignaggio reale come nipote del califfo Abū Jaʿfar al-Manṣūr e moglie del califfo Abū Jaʿfar Hārūn al-Rashīd. Uno dei figli legittimi di Zubayda era al-Amīn, futuro califfo abbaside successore del padre.
Al suo quinto pellegrinaggio verso la Mecca notò che una siccità aveva afflitto la popolazione, riducendo l'acqua del pozzo di Zemzem a un rivolo d'acqua. Decise quindi di spendere oltre due milioni di dīnār per migliorare l'approvvigionamento idrico della Mecca e della provincia circostante. Ciò comportò la costruzione di un acquedotto che sfruttava l'acqua della sorgente di Ḥunayn, novantacinque chilometri a est, e della ʿAyn Zubayda (trad. "sorgente di Zubayda"), lunga trentotto chilometri e considerata un «capolavoro d'ingegneria». Secondo Ibn Khallikān, quando gli ingegneri avvertirono Zubayda circa le spese comportate dai lavori, ella rispose dicendo di voler continuare l'opera anche se «ogni colpo di piccone fosse costato un dīnār».
Si impegnò anche per migliorare il percorso dei pellegrini da Kufa a La Mecca, lungo complessivamente circa 1 400 km in mezzo al deserto. La strada fu sistemata e sgomberata da massi; vennero aggiunti anche depositi di acqua lungo il tragitto, in grado di captare l'acqua piovana.
Il viaggiatore Ibn Baṭṭūṭa, riferendosi a Zubayda, affermò che «ogni serbatoio, piscina o pozzo su questa strada che va dalla Mecca a Baghdad è dovuto alla sua generosità [...] se non fosse stato per la sua preoccupazione rivolta a questa rotta, essa non sarebbe utilizzabile».
La leggenda narra che il suo palazzo «suonasse come un alveare»: ciò sarebbe dovuto alle cento donne da lei assunte per cantilenare il Corano, imparato a memoria.